# Земјанске Подхрадје
Земјанске Подхрадје (слч. Zemianske Podhradie) насељено је мјесто са административним статусом сеоске општине (слч. obec) у округу Ново Место на Ваху, у Тренчинском крају, Словачка Република.

## Становништво
| Година:    | 1994. | 2004.   | 2014.   | 2024.   |
| ---------- | ----- | ------- | ------- | ------- |
| Број људи: | 801   | 783     | 773     | 769     |
| Разлика:   |       | -2,24 % | -1,27 % | -0,51 % |

| Година:    | 2023. | 2024.   |
| ---------- | ----- | ------- |
| Број људи: | 767   | 769     |
| Разлика:   |       | +0,26 % |

Према подацима о броју становника из 2024. године насеље је имало 769 становника.